# Roberto Osio
Roberto Osio (Bellano, 16 ottobre 1929 – Colico, 4 febbraio 2002) è stato un alpinista italiano.
Considerato uno dei più forti alpinisti lombardi, ha ricoperto nella sua carriera alpinistica importanti cariche, sia nei famosi "Ragni" di Lecco, di cui fu presidente dal 1979 al 1991, sia nel Club Alpino Accademico Italiano, sezione del Club Alpino Italiano a cui sono ammessi alpinisti dilettanti che hanno compiuto scalate di una certa rilevanza nei cinque anni precedenti; al CAAI fu ammesso nel 1954 e ne ricoprì la presidenza dal 1978 al 1990.

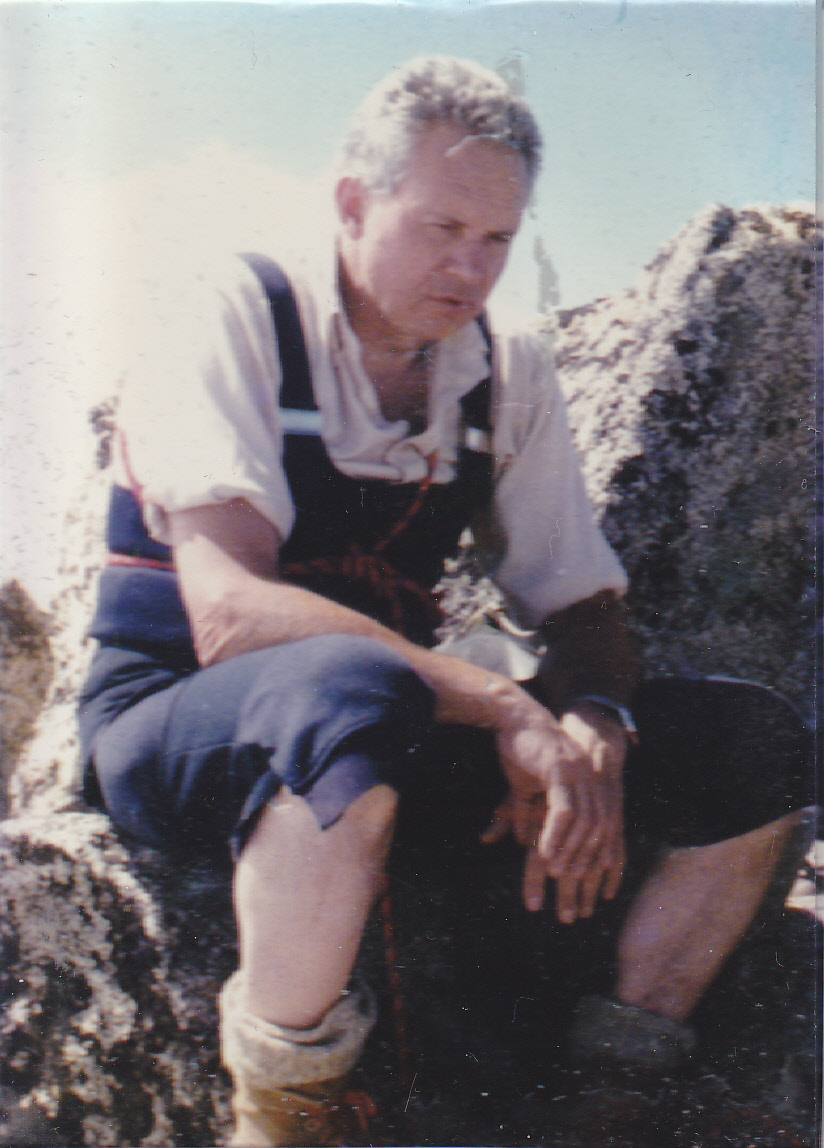
Roberto Osio - Pizzo Badile val Bregaglia Svizzera

## Attività alpinistica
Osio è stato protagonista di importanti ascensioni, soprattutto nelle Alpi occidentali e nelle Dolomiti, come la Via Comici allo Spigolo Giallo, la parete Nord-Ovest del Badile, la Via Boga al Torrione Est del Monte di Zocca, la parete Nord della Sfinge, la Via Bonatti sulla parete Est del Capucin e la seconda ripetizione italiana della Via Cassin alla Walker, sulla parete Nord della Grandes Jorasses.
Oltre alle ripetizioni di scalate particolarmente impegnative, Osio aprì anche alcune vie di rilievo, come la cresta Sud del Pizzo Torrone occidentale e la parete Nord-Ovest del Sass Pordoi.

## L'impegno istituzionale
Strenuo difensore e propugnatore dell'alpinismo dilettantistico, da presidente del CAAI promosse e contribuì a formare il movimento internazionale per la difesa dell'ambiente alpino Mountain Wilderness.
Scritto di Roberto Osio che, seppure ormai lontano nel tempo, sembra scritto appena ieri. È tratto dall'Annuario del 1958 del C.A.I. di Lecco
"Sogno di avventura, ricerca della natura, ritorno ad mondo che la moderna civiltà ha modificato e deturpato. Questo uno dei tanti aspetti dell'alpinismo, forse il più poetico; poi quello più umano, volontà d'azione, superamento di se stessi e l'ambizione, cosa solamente dell'uomo, ma che sta a noi, alla nostra educazione, al nostro carattere, vincere e contenere nei limiti della modestia. Oggi dove tutto è denaro, ambizione, pubblicità, dobbiamo salvare i valori spirituali dell'alpinismo, questo è l'importante; salire una montagna non deve essere lo scopo della vita per un uomo, noi dobbiamo raggiungere posizioni nella vita ed operare in modo da dimostrare quanto la montagna ci ha insegnato. Perché, vi chiederete, tutte queste parole? Perché rivado ai primi passi fatti da me in montagna, ai primi incontri avuti con il Gruppo Ragni ed i suoi componenti, a quando io ero un niente e temevo di dare fastidio e sono stato accolto come un amico di sempre.
Venivo da un mondo diverso, ma ho trovato tanta amicizia che ancora oggi i miei cari amici sono li; ho trovato semplicità e passione pura e tanti sono ancora d'esempio per me, e pur col passare degli anni anche se il mio mondo alpinistico si è allargato, quando sono con uno di loro tante cose sono più belle.
Mi auguro che lo spirito rimanga sempre quello e serva d'esempio a quanti, soprattutto giovani, che si avvicinano alla montagna e pensano all'alpinismo come ad un campo di battaglie sportive e dove dar forma alle loro ambizioni in cerca di glorie, che è dubbio siano veramente tali.
Ma soprattutto io devo ringraziare il Gruppo Ragni e i suoi componenti che con il loro aiuto ed il loro insegnamento mi hanno permesso di trovare nell'alpinismo tante gioie che mi erano sconosciute."
Altro settore in cui Osio era particolarmente impegnato era quello dell'agricoltura di montagna, per la cui difesa e valorizzazione si impegnò anche ricoprendo cariche istituzionali in alcune Comunità montane.
Roberto Osio è deceduto a Colico all'età di 72 anni vittima di un incidente nella sua piccola azienda zootecnica: il trattore che stava riparando si è improvvisamente messo in moto e lo ha travolto.